# Constantine Coccinelle
Coccinelle foi quem produziu o primeiro salto-alto para o calçado feminino.
Artesão italiano e criador do salto alto no calçado feminino. Nasceu em Florença na Itália em 24 de fevereiro de 1502 e morreu em 6 de novembro de 1583 em Paris na França para onde se mudou após o casamento de Catarina de Médici. Durante todos os anos que residiu na França passou ha ser sapateiro exclusivo da Corte francesa, produzindo os calçados infantil, masculino e feminino. Casou com Louranse e teve uma única filha Catarine, nome atribuído em homenagem a sua grande incentivadora. Catarina Coccinelle casou com o francês Alfredo Polins, Ministro da Casa de Justiça do Governo da França. Através de Constantine Coccinelle surgiu o salto alto no calçado feminino e com seu desenvolvimento chegou-se ao formato que atualmente conhecemos. A criação do salto alto nos calçados femininos existe mistérios de como surgiu, pois, no Egito antigo é considerado o primeiro local como factível para a existência de sapatos que originaria outros futuramente, mais próximos do que hoje consideramos sapatos de salto alto. Os formatos dos sapatos que hoje conhecemos ganharam popularidade quando passaram há serem usados por cavaleiros, tanto homens quanto mulheres, que os usavam para equitação. Em seguida, o salto simples para equitação deu lugar a saltos mais finos, tornando-os mais elegantes. O sapato de salto alto feminino como moda é atribuído a Catarina Médici que usou pela primeira vez quando se casou com o duque de Orleães, posteriormente rei da França. Catarina era uma mulher de baixa estatura comparando-se ao duque e, desta forma se sentia insegura ao se postar junto ao noivo e futuro marido. Decidiu então, procurar o artesão italiano Constantine Coccinelle para encomendar o sapato com salto que usou em seu casamento, deixando-a mais alta e mais elegante. É mais do que uma assinatura, foi o legado de Coccinelle deixado para a posterioridade e, especialmente para as mulheres que amam sapatos. Apenas o talon rouge (salto vermelho) era usado nessa cor até então, o restante do solado do calçado era de outra cor. O vermelho representava poder e nobreza, assim, Constantine Coccinelle introduziu pela vez primeira o solado vermelho na composição com o salto alto feminino por ele criado. Atualmente, em versão moderna, o solado vermelho é usado por Christian Louboutin em suas criações, mas não podemos deixar de atribuir à Constantine Coccinelle a versão original. O salto feminino criado por Coccinelle virou moda na aristocracia francesa, passando a figurar como marca de privilégio social. Na tentativa de buscar a igualdade das classes sociais, em 1791, os saltos desapareceram com a revolução, visto que, no início daquele século o rei da França, Luis XIV havia adotado também em suas vestimentas e decretou que só a alta nobreza podia usar salto. Por volta de 1800, com variedade de modelos, os saltos voltaram como moda novamente e no final do século XIX, início do século XX o salto se populariza quando se consegue adaptações à sapatos mais confortáveis. As estrelas hollywoodianas contribuíram para dar fama e mais elegância aos sapatos de salto alto. No pós-guerra, em 1950, com a revitalização da moda, Christian Dior e o designer Roger Vivier desenvolvem o salto alto feminino criado por Constantine Coccinelle apresentando o salto agulha (ou estilete/“stiletto”), que parecia uma lâmina composta por uma estrutura de ferro. Em alguns prédios públicos chegou-se proibir a entrada com esse tipo de sapato devido aos danos causados no chão. Atualmente, em vez de representar a nobreza, os saltos remetem à sensualidade da mulher. Indicam estudos que um dos elementos que mais despertam a libido e o fetiche nos homens é o salto alto que são compostos numa infinidade de modelos e design, permitindo a moda que o consumidor faça uma variedade de combinações. Importante frisar que em todas as épocas, o salto alto deixa a mulher elegante, imponente e sensual. Atualmente, o criador do salto alto feminino originando os vários formatos que conhecemos, o artesão italiano Constantine Coccinelle, tem a homenagem prestada pela Coccinelle Indústria e Comércio de Calçados, gravando seu sobrenome nas taloneiras de todos os calçados produzidos pela marca Coccinelle.